# 乌德尔加希
乌德尔加希是印度北阿坎德邦乌德尔加希县的一个城镇。总人口16220（2001年）。

## 人口
该地2001年总人口16220人，其中男性9252人，女性6968人；0—6岁人口1830人，其中男1021人，女809人；识字率78.26%，其中男性为83.42%，女性为71.41%。